# Gulbergen

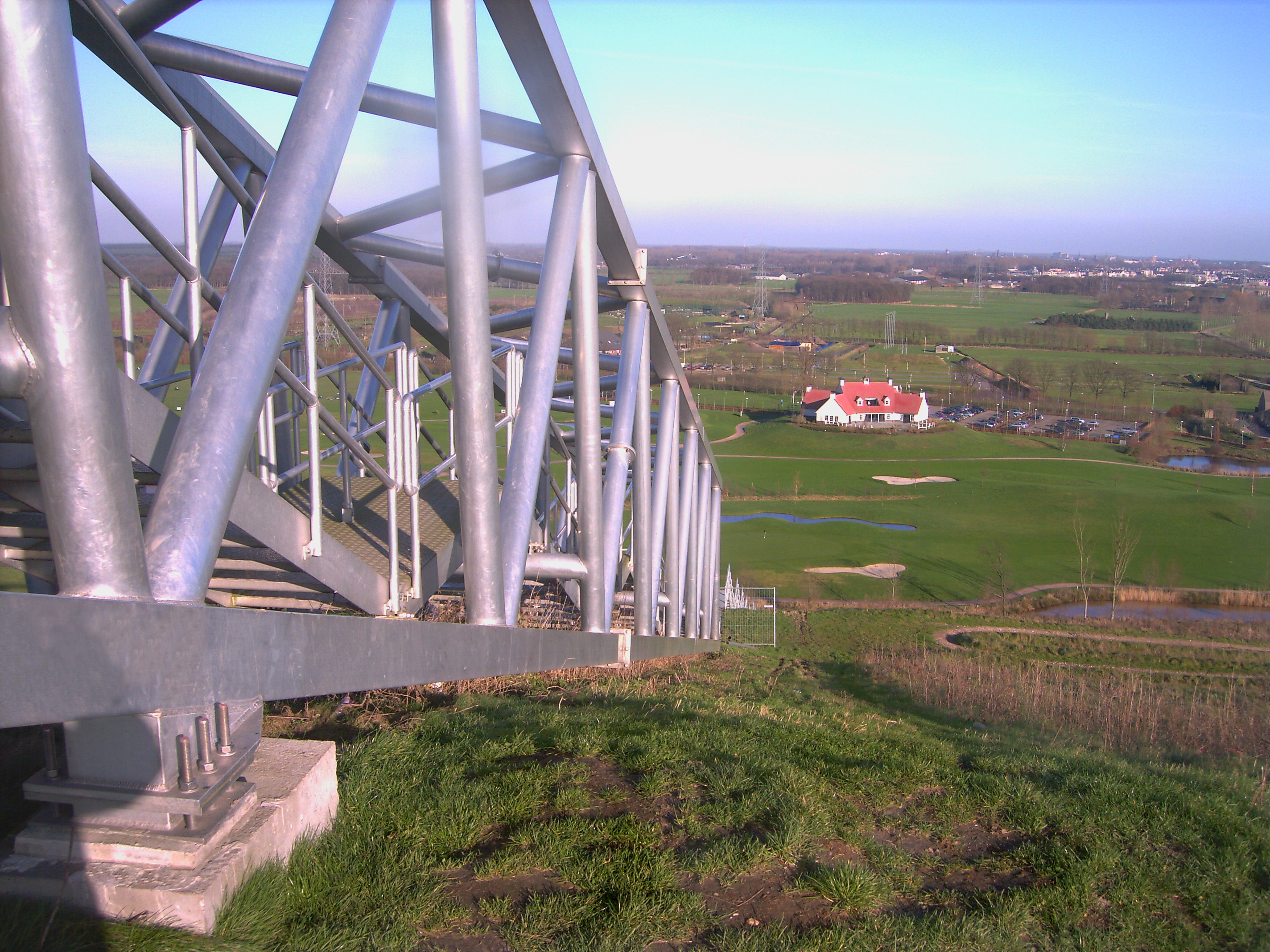
Uitzicht vanaf de heuvel op het dierenpark

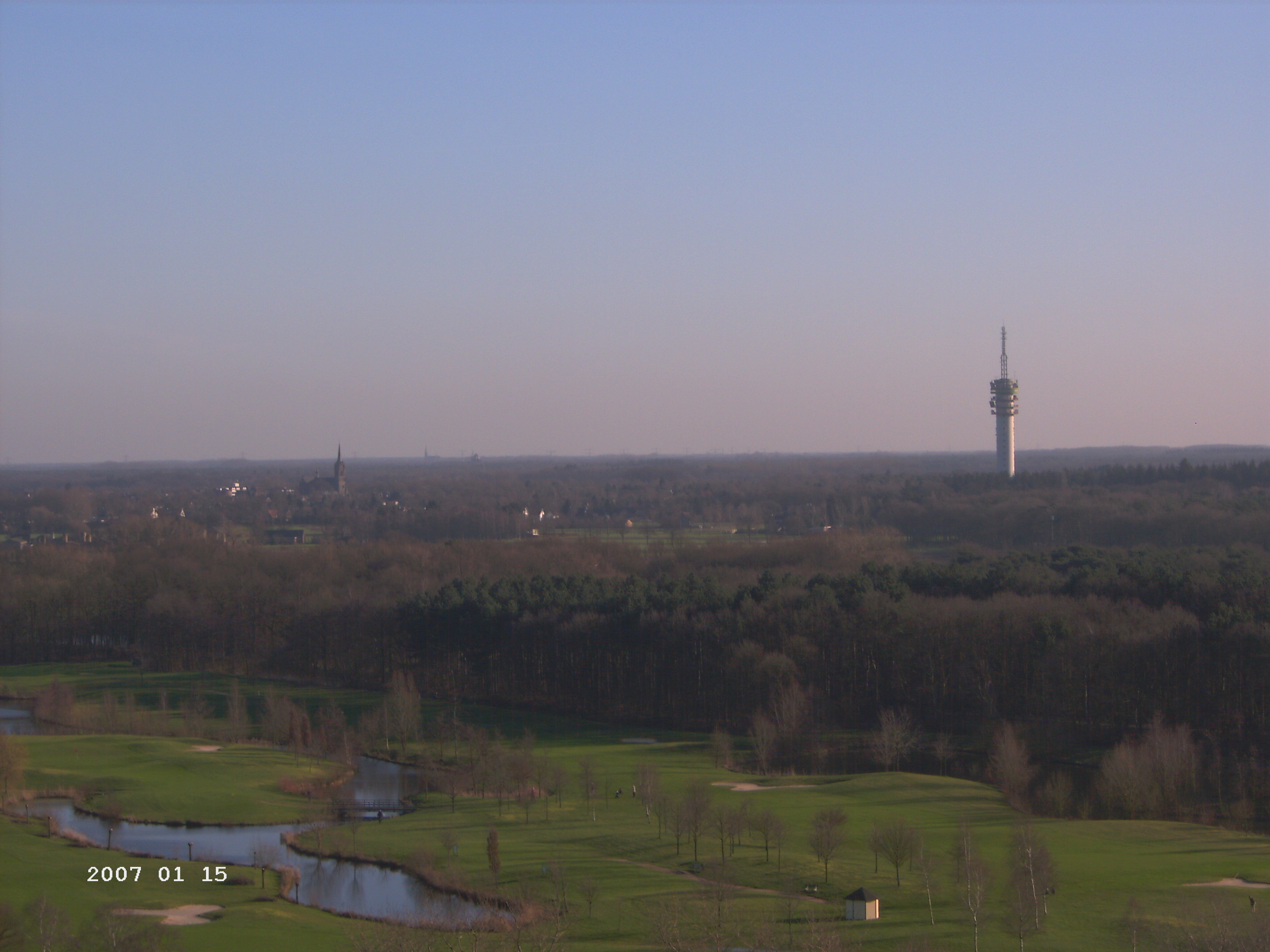
Uitzicht vanaf de heuvel op Mierlo

De Gulbergen is een voormalige vuilnisstortplaats op de grens van de Nederlandse gemeenten Nuenen, Gerwen en Nederwetten en Geldrop-Mierlo (provincie Noord-Brabant). De grond is in eigendom bij het Samenwerkingsverband Regio Eindhoven en in erfpacht uitgegeven aan Beheermaatschappij Gulbergen BV (100% Attero). Het gebied is gelegen tussen de A270 in het noorden en het Eindhovensch Kanaal in het zuiden. De Hooidonkse Beek doorsnijdt het gebied, evenals de spoorlijn Eindhoven-Helmond. Het is overigens met een hoogte van 62,3 meter boven NAP meter ook het hoogste punt van Noord-Brabant.

## Geschiedenis
Oorspronkelijk was dit terrein het domein van de Vuil Afvoer Maatschappij (VAM). Per spoor werd hier mest en afval vanuit het westen van het land heengebracht om te worden gecomposteerd, waarna het kon worden ingezet bij het ontginnen van woeste gronden.
In 1979 werd de Regionale Afvalverwerkingsmaatschappij Zuidoost Brabant (RAZOB) opgericht met als doel het verantwoord en gecontroleerd storten van afval op stortplaats Gulbergen en de ontwikkeling van Landgoed Gulbergen. De oppervlakte van het 'landgoed' bedraagt in 2009 ongeveer 400 hectare. De stortplaats van de RAZOB verving een groot aantal kleinere vuilstorten die in de regio gelegen waren. De kleinere stortplaatsen werden gesloten. De steeds grotere aandacht voor afvalscheiding en hergebruik zorgde er uiteindelijk voor dat ook op deze grote regionale stortplaats steeds minder afval werd aangevoerd.
Sinds 1990 is een deel van het gebied in gebruik door Golfclub de Gulbergen. Ook zijn het Dierenrijk en een evenemententerrein op het landgoed Gulbergen gelegen.
Verder is er een mountainbikeroute door en over het terrein aangelegd. Deze omvat de beklimming van wat het dak van Brabant wordt genoemd. De top van de stort bevindt zich op 62,3 meter boven NAP (40 meter boven het maaiveld) en biedt een verrassend uitzicht op de Eindhovense skyline, terwijl men bij helder weer zelfs de steenbergen van het Kempens steenkoolbekken kan ontwaren.
Bij de stort is een grondbank gevestigd waar diverse klassen grond liggen opgeslagen voor gebruik bij bouw- en infrastructurele projecten. Van belang is ook Carbiogas, een bedrijf dat het stortgas van de vuilstort opvangt en zuivert.